# 殼椎亞綱
殼椎亞綱（Lepospondyli）是一類細小但多樣化的兩棲動物，生存於石炭紀至二疊紀晚期。現時已知有六個不同的分支，包括Acherontiscidae、Adelospondyli、缺肢目、弛頂螈目、鱗鯢目及游螈目，這些分類之間有像蠑螈、像鰻魚或蛇及像蜥蜴的形態，且擁有不能分類的物種。這些物種是水中、半水中或陸地生活的。最長的盜首螈只有約1米長，而其他的更為細小，估計牠們是生存在沒有被同期离片椎目佔有特定的生態位。

## 分類及演化
殼椎亞綱的特徵是那簡單及呈線軸的脊椎，這些脊骨並非軟骨，而是圍繞脊索的骨質圓柱體。一般在脊椎的上部有神經弓，與脊柱融合。
由於殼椎亞綱分支的化石已高度專化，故沒有明顯的共同祖先。所以近年的研究文献认为殼椎亞綱是一個從類似脊骨的特徵演化而來的多系群，并不是從單一個共同祖先衍生而來。
殼椎亞綱曾被認為與現今有尾目有關，或有可能是其祖先。牠們曾被認為是兩棲綱的三個亞綱之一。近年認為殼椎亞綱是與羊膜動物有關或是其的祖先，即牠們是已滅絕（但不包括羊膜動物）的多系分類，或是一個非常接近羊膜動物祖先（非兩棲類）的單系群。
除了游螈目外，殼椎亞綱只分佈在歐洲及北美洲。
殼椎亞綱 Lepospondyli
- †属 Westlothiana
- ?†目 Adelospondyli (近年的研究文献认为Adelospondyli是基干四足动物。)
  - †科 Acherontiscidae
  - †科 Adelogyrinidae
- ?†缺肢目 Aïstopoda (近年的研究文献认为缺肢目是基干四足动物。)
  - †属 Andersonerpeton
  - †科 Lethiscidae
  - †蛇螈科 Ophiderpetontidae
  - †科 Oestocephalidae
  - †总科 Phlegethontioidea
    - †科 Pseudophlegethontiidae
    - †科 Phlegethontiidae
- †鱗鯢目 "Microsauria" (近年的研究文献认为鱗鯢目属于基干羊膜动物。)
  - †属 Archerpeton
  - †属 Cymatorhiza
  - †属 Kirktonecta
  - †属 Utaherpeton
  - †科 Hyloplesiontidae
  - †科 Odonterpentontidae
  - †科 Hapsidopareiontidae
  - †突螈科 Tuditanidae
  - †演化支 Recumbirostra
    - †属 Aletrimyti
    - †属 Altenglanerpeton
    - †属 Dvellecanus
    - †科 Brachystelechidae
    - †裸節螈科 Gymnarthridae
    - †科 Ostodolepididae
    - †小肢螈科 Microbrachidae
    - †科 Goniorhynchidae
    - ?†科 Trihecatontidae
    - †科 Pantylidae
    - †弛頂螈目 Lysorophia (近年的研究文献认为弛頂螈目属于基干羊膜动物。)
      - †科 Molgophidae
- †游螈目 "Nectridea"
  - †属 Arizonerpeton
  - †笠头螈科 Diplocaulidae (近年的研究文献认为笠头螈科属于基干羊膜动物。)
  - †蜴螈科 Scincosauridae
  - ?†棒尾螈科 Urocordylidae

## 外部連結
- Biology 356 - Major Features of Vertebrate Evolution: Lepospondyls and Lissamphibians by Dr. Robert Reisz
- Lepospondyli - Palaeos
- Lepospondyli
- Lepospondyli - phylogeny